# Волохівка
Во̀лохівка— село в Україні, у Вовчанській міській громаді Чугуївського району Харківської області. Населення становить 273 особи. Є центром Волохівського старостинського округу, в який входить: Волохівка, Караїчне, Бочкове, Чайківка, Охрімівка, Мала Вовча, Рибалчине.

## Географія
Село Волохівка знаходиться на лівому березі річки Вовча, біля балки Караїчний Яр, по якій протікає безіменна річка, є міст. На протилежному березі знаходиться село Бочкове, нижче за течією примикає село Караїчне.

## Історія
- За даними на 1864 рік у власницькій слободі, центрі Волохівської волості Вовчанського повіту, мешкало 633 особи (308 чоловіків та 325 жінок), налічувалось 87 дворових господарств, існували православна церква та цегельний завод[1].
- З давніх часів село умовно розділялося на ділянки такі як «Козинівка», «Городок», «Масальщина». Цей умовний поділ збережено й до цього часу.
- Станом на 1967 в селі проживало 497 осіб. На території села розташована центральна садиба колгоспу ім. Енгельса, за яким було закріплено 4446 га сільськогосподарських угідь[2]. Господарство спеціалізувалось на вирощуванні овочів, зернових і технічних культур. По врожайності овочів артіль займала одне з перших місць у районі. Існували механічна майстерня по ремонту сільськогосподарської техніки, крупорушка, олійниця. У Бочковому працює цегельний завод. Колгосп очолював Герой Соціалістичної Праці А. Ф. Бєлінський[2].У селі - восьмирічна школа, 2 бібліотеки, клуб на 200 місць. При школі створено музей. Бочкове та Волохівка відомі в районі таким видом художнього промислу, як вишивка[2].
- Станом на 1 січня 2021 року  в селі працює школа - Волохівський ліцей, в складі якого є і дитячий садочок, є бібліотека, пошта, дві крамниці. розташоване правління агрофірми "Фаворит".
- 12 червня 2020 року, відповідно до Розпорядження Кабінету Міністрів України  № 725-р «Про визначення адміністративних центрів та затвердження територій територіальних громад Харківської області», увійшло до складу Вовчанської міської громади.[3]
- 19 липня 2020 року, в результаті адміністративно-територіальної реформи та ліквідації Вовчанського району, село увійшло до складу Чугуївського району[4].

## Постаті
- Романцов Ігор Сергійович (1982-2014) — майор Збройних сил України, учасник російсько-української війни[5].